# Stephen Hopkins (Politiker)

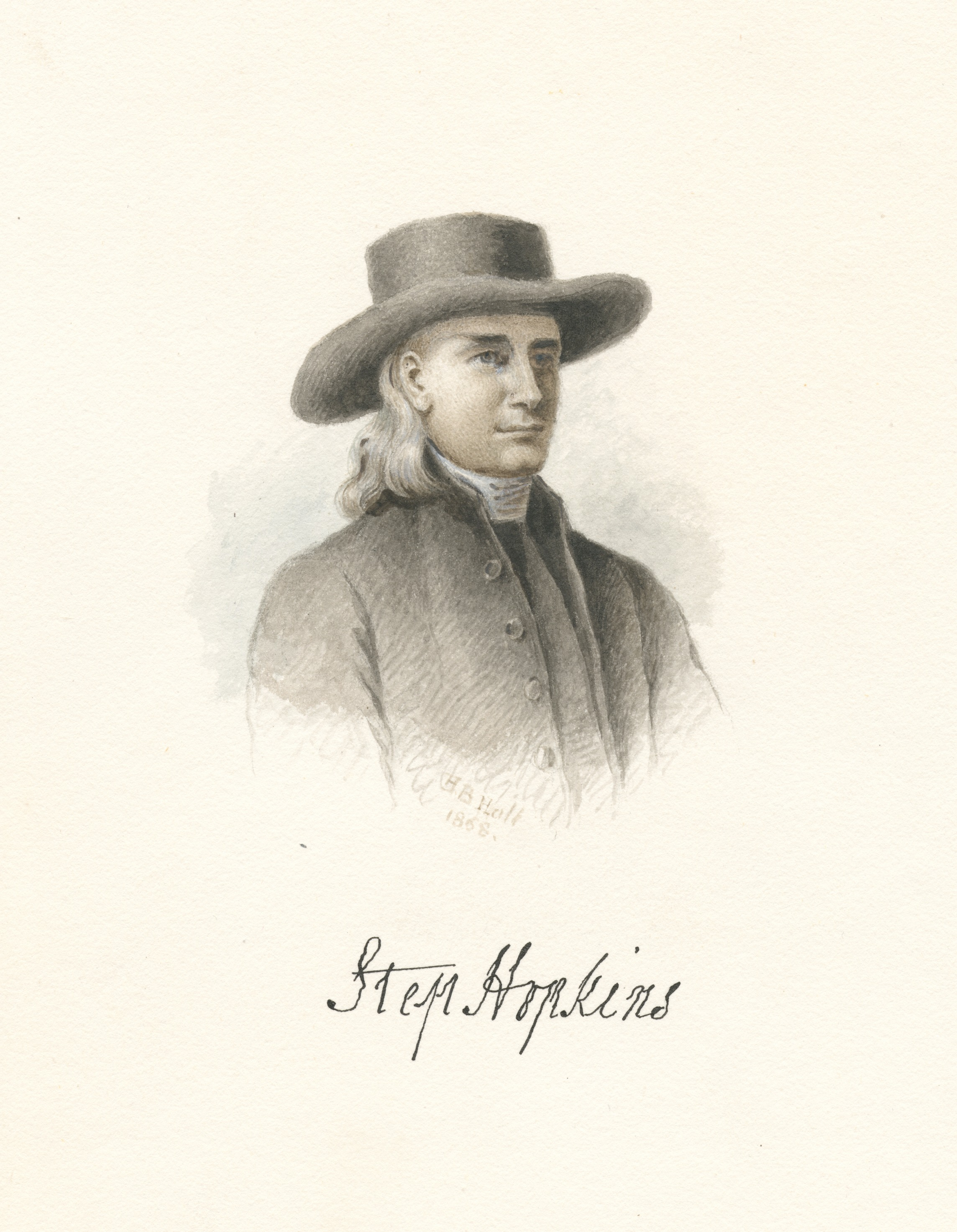
Stephen Hopkins

Stephen Hopkins (* 7. März 1707 in Providence, Colony of Rhode Island, Kolonie des Königreichs Großbritannien, heute USA; † 13. Juli 1785 ebenda) unterzeichnete für Rhode Island die Unabhängigkeitserklärung der Vereinigten Staaten und ist damit einer der Gründerväter der USA.
Hopkins war der einzige Sohn von William und Ruth Hopkins, geborene Wilkinson. Er wuchs auf einer Farm in Scituate auf und besuchte die öffentliche Schule. 1742 zog er zurück nach Providence und arbeitete als Händler, Schiffseigner und Landvermesser. Hopkins half 1754, die Abonnementsbibliothek zu gründen und war Mitglied der Philosophischen Gesellschaft von Newport. Obgleich er weitgehend Autodidakt war, diente Hopkins von 1764 bis 1785 als Kanzler des Rhode Island College (heute Brown University). 1764 gab er das Pamphlet „Untersuchung der Rechte der Kolonien“ heraus, dessen weite Verbreitung und dessen Kritik der Besteuerung sowie des Parlamentes seinen Ruf als Führer in der amerikanischen Unabhängigkeitsbewegung begründeten. Hopkins litt an Hirnlähmung und wurde bekannt für seinen Ausspruch bei der Unterzeichnung der Unabhängigkeitserklärung: „Mögen meine Hände zittern, mein Herz tut es nicht.“
Hopkins diente von 1732 bis 1752 und von 1770 bis 1775 im Kolonialparlaments Rhode Islands und von 1738 bis 1744 sowie 1749 als dessen Sprecher. Er vertrat Rhode Island 1754 beim Albany-Kongress und wurde neun Mal zum Gouverneur der Colony of Rhode Island gewählt (1755–1756, 1758–1761, 1763–1764 und 1767). Während seiner Zeit im Parlament von Rhode Island brachte Hopkins 1774 einen Gesetzentwurf ein, der den Import von Sklaven in die Kolonie verbot. Daraus wurde eines der ersten Anti-Sklaverei-Gesetze in den USA. Er führte die Staatsdelegation im Kontinentalkongress bis zum September 1776 an, als ihn seine Gesundheit zwang, seinen Posten zu verlassen. Hopkins starb in seinem Haus in Providence und wurde dort auf dem Nordfriedhof begraben.
Er war gewähltes Mitglied der American Philosophical Society. Die Stadt Hopkinton wurde nach ihm benannt. Des Weiteren wurde ein Liberty-Frachter nach ihm benannt, der sich am 27. September 1942 ein Gefecht mit dem deutschen Hilfskreuzer Stier im Südatlantik lieferte. Hierbei wurde die Stephen Hopkins durch das deutsche Schiffe versenkt, welches aber selbst so schwer beschädigt wurde das es selbstversenkt werden musste.